# Antiscopa acompa
Antiscopa acompa är en fjärilsart som beskrevs av Edward Meyrick. Antiscopa acompa ingår i släktet Antiscopa och familjen Crambidae. Inga underarter finns listade i Catalogue of Life.